# Sabacon cavicolens
Espèce
Synonymes
- Phlegmacera cavicolens Packard, 1884
- Nemastoma inops Packard, 1884
- Sabacon spinosus Weed, 1893
- Sabacon jonesi Goodnight & Goodnight, 1942

Sabacon cavicolens est une espèce d'opilions dyspnois de la famille des Sabaconidae.

## Distribution
Cette espèce se rencontre aux États-Unis au Maine, au New Hampshire, au Vermont, au Massachusetts, au Connecticut, dans l'État de New York, en Pennsylvanie, en Ohio, au Wisconsin, au Minnesota, en Iowa, en Illinois, au Kentucky, en Virginie-Occidentale, en Virginie, en Caroline du Nord, en Caroline du Sud, en Alabama et en Arkansas et au Canada au Québec.

## Description
Le syntype mesure 4 mm.

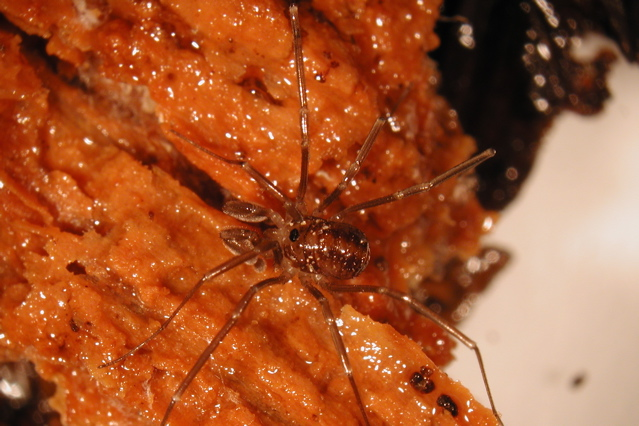
Sabacon cavicolens

Le mâle décrit par Shear en 1975 mesure 2,4 mm et la femelle 5,2 mm.

## Systématique et taxinomie
Cette espèce a été décrite sous le protonyme Phlegmacera cavicolens par Packard en 1884. Elle est placée en synonymie avec Sabacon crassipalpis  par Roewer en 1914. Elle est relevée de synonymie par Shear en 1975.
Sabacon spinosus a été placée en synonymie par Banks en 1894.
Nemastoma inops a été placée en synonymie par Shear en 2010.
Sabacon jonesi a été placée en synonymie par Schönhofer en 2013.

## Publication originale
- Packard, 1884 : « New cave arachnids. » American Naturalist, vol. 18, p. 202-204 (texte intégral).